# کاواگوچی سپو
کاواگوچی سپّو (به ژاپنی: 川口 雪篷 かわぐち せっぽう)، ۲۶ دسامبر ۱۸۱۹ (۲۱ ژانویه ۱۸۱۹) - ۲ ژوئیه ۱۸۹۰ (۲ ژوئیه ۱۸۹۰) خوشنویس اهل قلمرو ساتسوما در اواخر دوره ادو (پایان شوگون‌سالاری توکوگاوا) بود. او با سایگو تاکاموری آشنا شد و خوشنویسی و شعر چینی را به او آموخت. همان‌طور که در ادامه توضیح داده شده است، پس از بازگشت از اوکینوئرابوجیما، تا زمان مرگش در خانه خانواده سایگو ماند، به عنوان سرایدار خانواده خدمت کرد و همچنین فرزندان سایگو را آموزش داد.
آنچه روشن است این است که کاواگوچی مردی با دانش فراوان و دارای ویژگی‌های استثنایی به عنوان یک مربی بود.